# Élections législatives de 1889 en Ille-et-Vilaine
Les élections législatives en Ille-et-Vilaine ont lieu les dimanches 22 septembre 1889 et 6 octobre 1889. Elles ont pour but d'élire les 8 députés représentant le département à la Chambre des députés pour un mandat de quatre années.

## Résultats à l'échelle du département
| Parti | Parti                           | Résultats | Résultats | Sièges |
| Parti | Parti                           | Voix      | %         | Sièges |
| ----- | ------------------------------- | --------- | --------- | ------ |
|       | parti royaliste                 | 58 650    | 49,98     | 7      |
|       | parti républicains Opportuniste | 36 785    | 31,35     | 0      |
|       | parti Boulangiste               | 21 910    | 18,68     | 1      |

## Élection partielles durant le précédent mandat

### 14 février 1886
- Ferdinand Baston de La Riboisière (Centre gauche) démissionne le 12 novembre 1885.

| Candidats      | Candidats       | Étiquette       | Premier tour | Premier tour |
| Candidats      | Candidats       | Étiquette       | Voix         | %            |
| -------------- | --------------- | --------------- | ------------ | ------------ |
|                | René Le Hérissé | Gauche radicale | 56 126       | 80,63        |
|                |                 |                 |              |              |
| Inscrits       | Inscrits        | Inscrits        | 151 011      | 100,00       |
| Votants        | Votants         | Votants         | 69 613       | 46,10        |
| Abstention     | Abstention      | Abstention      | 5 176        | 53,90        |
| Blancs et nuls | Blancs et nuls  | Blancs et nuls  | 56           | 14,45        |
| Exprimés       | Exprimés        | Exprimés        | 59 552       | 85,55        |

### 25 mai 1886
- Jean-Baptiste Lelièvre (Gauche radicale), élu depuis 1885 est décédée le 27 février 1886.

| Candidats      | Candidats                  | Étiquette       | Premier tour | Premier tour |
| Candidats      | Candidats                  | Étiquette       | Voix         | %            |
| -------------- | -------------------------- | --------------- | ------------ | ------------ |
|                | Paul Carron de La Carrière | Réactionnaire   | 57 450       | 53,51        |
|                | Louis Martin               | Gauche radicale | 49 695       | 46,29        |
|                |                            |                 |              |              |
| Inscrits       | Inscrits                   | Inscrits        | 156 744      | 100,00       |
| Votants        | Votants                    | Votants         | 108 145      | 69,00        |
| Abstention     | Abstention                 | Abstention      | 5 176        | 31,00        |
| Blancs et nuls | Blancs et nuls             | Blancs et nuls  | 56           | 0,73         |
| Exprimés       | Exprimés                   | Exprimés        | 107 359      | 99,27        |

## Députés sortants
| Députés | Députés                    | Parti                            | Fonctions lors de l'élection en 1889                                                                          |
| ------- | -------------------------- | -------------------------------- | --- |
|         | René Le Hérissé            | Boulangiste (ex Gauche radicale) | Pas d'autres mandats. Ancien Lieutenant, Propriétaire.                                                        |
|         | Pierre Waldeck-Rousseau    | Opportuniste                     | Ministre de l'Intérieur du Gouvernement Jules Ferry (2). Avocat.                                              |
|         | Auguste Hovius             | Opportuniste                     | Conseiller général et maire de Saint-Malo. Président de la Chambre de commerce, Armateur.                     |
|         | Félix Martin-Feuillée      | Opportuniste                     | Ancien Ministre de la Justice du Ferry (2). Président du Conseil général, conseiller de Châteaugiron. Avocat. |
|         | Émile Récipon              | Opportuniste                     | Conseiller général de Grand-Fougeray, maire de Laillé. Ancien Patron de Tannerie, Propriétaire agricole.      |
|         | Eugène Durand              | Opportuniste                     | Conseiller général de Tinténiac. Avocat, Professeur de Droit.                                                 |
|         | René Brice                 | Opportuniste                     | Conseiller général du Sel-de-Bretagne. Avocat.                                                                |
|         | Eugène Pinault             | Union libérale                   | Conseiller général de Rennes-Nord-Ouest. Patron de Tannerie.                                                  |
|         | Paul Carron de La Carrière | Réactionnaire                    | Conseiller général de Janzé, maire de Piré-sur-Seiche. Propriétaire agricole.                                 |

## Mode de scrutin
Après une élection au scrutin de liste par département en 1885, retour au système en vigueur de 1876 à 1881.
L'élection se fait au scrutin d'arrondissement, soit un mode uninominal majoritaire à deux tours.
La circonscription pour l'élection est l'arrondissement.
Le scrutin est individuel, chaque arrondissement élisant un député.
Les arrondissements qui ont plus de cent mille habitants sont divisés. Dans ce cas on élit un député par circonscription électorale.
L'article 18 précise qu'il faut réunir pour être élu au premier tour :
1. La majorité absolue des suffrages exprimés ;
2. Un nombre de suffrages égal au quart des électeurs inscrits.

Au deuxième tour la majorité relative suffit. En cas d'égalité c'est le plus âgé qui est élu.

## Résultats par arrondissement

### Arrondissement de Fougères
Fougères regroupe tous les cantons de l'arrondissement.
| Candidats      | Candidats               | Étiquette      | Premier tour | Premier tour | Deuxième tour | Deuxième tour |
| Candidats      | Candidats               | Étiquette      | Voix         | %            | Voix          | %             |
| -------------- | ----------------------- | -------------- | ------------ | ------------ | ------------- | ------------- |
|                | Marie-Joseph Delafosse  | Monarchiste    | 9 149        | 49,77        | 10 476        | 56,98         |
|                | Henri Duréault          | Opportuniste   | 5 606        | 30,49        | 7 476         | 40,67         |
|                | William Collet-Pintiaux | Boulangiste    | 3 624        | 19,71        | 757           | 4,12          |
|                |                         |                |              |              |               |               |
| Inscrits       | Inscrits                | Inscrits       | 22 878       | 100,00       | 22 829        | 100,00        |
| Votants        | Votants                 | Votants        | 18 591       | 81,26        | 18 928        | 82,91         |
| Abstention     | Abstention              | Abstention     | 4287         | 18,74        | 3901          | 17,09         |
| Blancs et nuls | Blancs et nuls          | Blancs et nuls | 207          | 1,11         | 208           | 1,10          |
| Exprimés       | Exprimés                | Exprimés       | 18 384       | 98,89        | 18 720        | 98,90         |

### Arrondissement de Montfort
Montfort regroupe tous les cantons de l'arrondissement.
| Candidats      | Candidats                      | Étiquette      | Premier tour | Premier tour |
| Candidats      | Candidats                      | Étiquette      | Voix         | %            |
| -------------- | ------------------------------ | -------------- | ------------ | ------------ |
|                | Armand Porteu de la Morandière | Monarchiste    | 7 259        | 52,79        |
|                | Eugène Pinault *               | Union libérale | 5 416        | 39,39        |
|                | Mr de Ricaudy                  | Boulangiste    | 1 087        | 7,91         |
|                |                                |                |              |              |
| Inscrits       | Inscrits                       | Inscrits       | 16 179       | 100,00       |
| Votants        | Votants                        | Votants        | 13 863       | 85,69        |
| Abstention     | Abstention                     | Abstention     | 2316         | 14,31        |
| Blancs et nuls | Blancs et nuls                 | Blancs et nuls | 112          | 0,81         |
| Exprimés       | Exprimés                       | Exprimés       | 13 751       | 99,19        |

*sortant

### Arrondissement de Redon
Redon regroupe tous les cantons de l'arrondissement.
| Candidats      | Candidats         | Étiquette      | Premier tour | Premier tour | Deuxième tour | Deuxième tour |
| Candidats      | Candidats         | Étiquette      | Voix         | %            | Voix          | %             |
| -------------- | ----------------- | -------------- | ------------ | ------------ | ------------- | ------------- |
|                | François Barbotin | Monarchiste    | 10 388       | 48,97        | 11 266        | 53,46         |
|                | René Brice *      | Opportuniste   | 6 322        | 29,80        | 9 806         | 46,53         |
|                | Émile Récipon *   | Opportuniste   | 4 519        | 21,30        |               |               |
|                |                   |                |              |              |               |               |
| Inscrits       | Inscrits          | Inscrits       | 24 609       | 100,00       | 24 528        | 100,00        |
| Votants        | Votants           | Votants        | 21 333       | 86,69        | 21 271        | 86,72         |
| Abstention     | Abstention        | Abstention     | 3276         | 13,31        | 3257          | 13,28         |
| Blancs et nuls | Blancs et nuls    | Blancs et nuls | 118          | 0,55         | 197           | 0,93          |
| Exprimés       | Exprimés          | Exprimés       | 21 215       | 99,45        | 21 074        | 99,07         |

*sortant

### Arrondissement de Rennes

#### 1recirconscription
Rennes-1 regroupe les cantons de Rennes-Nord-Ouest, Rennes-Nord-Est, Rennes-Sud-Ouest et de Rennes-Sud-Est.
| Candidats      | Candidats         | Étiquette      | Premier tour | Premier tour |
| Candidats      | Candidats         | Étiquette      | Voix         | %            |
| -------------- | ----------------- | -------------- | ------------ | ------------ |
|                | René Le Hérissé * | Boulangiste    | 11 247       | 86,94        |
|                |                   |                |              |              |
| Inscrits       | Inscrits          | Inscrits       | 20 655       | 100,00       |
| Votants        | Votants           | Votants        | 12 937       | 62,63        |
| Abstention     | Abstention        | Abstention     | 7718         | 37,37        |
| Blancs et nuls | Blancs et nuls    | Blancs et nuls | 1690         | 13,06        |
| Exprimés       | Exprimés          | Exprimés       | 11 247       | 86,94        |

*sortant

#### 2ecirconscription
Rennes-2 regroupe les cantons de Châteaugiron, Hédé, Janzé, Liffré, Mordelles et de Saint-Aubin-d'Aubigné.
| Candidats      | Candidats                    | Étiquette      | Premier tour | Premier tour |
| Candidats      | Candidats                    | Étiquette      | Voix         | %            |
| -------------- | ---------------------------- | -------------- | ------------ | ------------ |
|                | Paul Carron de La Carrière * | Monarchiste    | 7 694        | 51,00        |
|                | Félix Martin-Feuillée *      | Opportuniste   | 5 746        | 38,09        |
|                | Eugène Ménard                | Boulangiste    | 1 642        | 10,88        |
|                |                              |                |              |              |
| Inscrits       | Inscrits                     | Inscrits       | 18 117       | 100,00       |
| Votants        | Votants                      | Votants        | 15 209       | 83,95        |
| Abstention     | Abstention                   | Abstention     | 2908         | 16,05        |
| Blancs et nuls | Blancs et nuls               | Blancs et nuls | 121          | 0,80         |
| Exprimés       | Exprimés                     | Exprimés       | 15 088       | 99,20        |

*sortant

### Arrondissement de Saint-Malo-1

#### 1recirconscription
Saint-Malo-1 regroupe les cantons de Saint-Malo, Cancale, Dol-de-Bretagne, Pleine-Fougères.
| Candidats      | Candidats                | Étiquette      | Premier tour | Premier tour | Deuxième tour | Deuxième tour |
| Candidats      | Candidats                | Étiquette      | Voix         | %            | Voix          | %             |
| -------------- | ------------------------ | -------------- | ------------ | ------------ | ------------- | ------------- |
|                | Charles Émile La Chambre | Monarchiste    | 5 516        | 44,88        | 6 062         | 48,59         |
|                | François Brune           | Opportuniste   | 4 344        | 35,34        | 5 286         | 42,37         |
|                | Robert Auguste Surcouf   | Boulangiste    | 2 506        | 20,39        | 1 126         | 9,03          |
|                |                          |                |              |              |               |               |
| Inscrits       | Inscrits                 | Inscrits       | 16 305       | 100,00       | 16 307        | 100,00        |
| Votants        | Votants                  | Votants        | 12 389       | 75,98        | 12 518        | 76,76         |
| Abstention     | Abstention               | Abstention     | 3916         | 24,02        | 3789          | 23,24         |
| Blancs et nuls | Blancs et nuls           | Blancs et nuls | 97           | 0,78         | 42            | 0,34          |
| Exprimés       | Exprimés                 | Exprimés       | 12 292       | 99,22        | 12 476        | 99,66         |

#### 2ecirconscription
Saint-Malo-2 regroupe les cantons de Châteauneuf-d'Ille-et-Vilaine, Combourg, Pleurtuit, Tinténiac et de Saint-Servan.
| Candidats      | Candidats           | Étiquette      | Premier tour | Premier tour | Deuxième tour | Deuxième tour |
| Candidats      | Candidats           | Étiquette      | Voix         | %            | Voix          | %             |
| -------------- | ------------------- | -------------- | ------------ | ------------ | ------------- | ------------- |
|                | Charles de Lorgeril | Monarchiste    | 6 468        | 49,22        | 6 498         | 49,66         |
|                | Léonce Demalvillain | Opportuniste   | 4 832        | 36,77        | 5 958         | 45,54         |
|                | Léonce Gibert       | Boulangiste    | 1 804        | 13,73        | 628           | 4,80          |
|                |                     |                |              |              |               |               |
| Inscrits       | Inscrits            | Inscrits       | 17 841       | 100,00       | 17 737        | 100,00        |
| Votants        | Votants             | Votants        | 13 227       | 74,14        | 13 132        | 74,04         |
| Abstention     | Abstention          | Abstention     | 4614         | 25,86        | 4605          | 25,96         |
| Blancs et nuls | Blancs et nuls      | Blancs et nuls | 87           | 0,66         | 48            | 0,37          |
| Exprimés       | Exprimés            | Exprimés       | 13 140       | 99,34        | 13 084        | 99,65         |

### Arrondissement de Vitré
Vitré regroupe tous les cantons de l'arrondissement.
| Candidats      | Candidats                      | Étiquette      | Premier tour | Premier tour |
| Candidats      | Candidats                      | Étiquette      | Voix         | %            |
| -------------- | ------------------------------ | -------------- | ------------ | ------------ |
|                | Olivier Le Gonidec de Traissan | Monarchiste    | 12 176       | 85,95        |
|                |                                |                |              |              |
| Inscrits       | Inscrits                       | Inscrits       | 20 103       | 100,00       |
| Votants        | Votants                        | Votants        | 14 167       | 70,47        |
| Abstention     | Abstention                     | Abstention     | 5936         | 29,53        |
| Blancs et nuls | Blancs et nuls                 | Blancs et nuls | 1811         | 12,78        |
| Exprimés       | Exprimés                       | Exprimés       | 12 356       | 87,22        |

## Députés élus
| Députés | Députés                        | Parti         | Fonctions lors de l'élection en 1889 |
| ------- | ------------------------------ | ------------- | --- |
|         | René Le Hérissé                | Boulangiste   | Pas d'autres mandats. Ancien Lieutenant, Propriétaire.                                                                                        |
|         | Armand Porteu de la Morandière | Réactionnaire | Ancien Préfet, conseiller d'arrondissement de Montauban-de-Bretagne, maire de Talensac. Directeur de filature, Propriétaire agricole.         |
|         | François Barbotin              | Réactionnaire | Conseiller d'arrondissement et maire de Maure-de-Bretagne. Avocat, Docteur en Droit, Propriétaire agricole, châtelain du Château de Penhouët. |
|         | Olivier Le Gonidec de Traissan | Réactionnaire | Ancien député, premier adjoint au maire de Vitré. Ancien Zouave pontifical, Propriétaire agricole, châtelain du Château de la Baratière.      |
|         | Marie-Joseph Delafosse         | Réactionnaire | Ancien conseiller général d'Antrain, maire de Bazouges-la-Pérouse. Propriétaire agricole, châtelain du Château de Boutlande..                 |
|         | Charles de Lorgeril            | Réactionnaire | Maire de Pleugueneuc. Ancien Zouave pontifical, Propriétaire agricole, châtelain du Château de la Bourbansais.                                |
|         | Charles Émile La Chambre       | Réactionnaire | Ancien député. Armateur, Banquier, Propriétaire agricole, châtelain du Château de la Briantais.                                               |
|         | Paul Carron de La Carrière     | Réactionnaire | Ancien député, conseiller général de Janzé, maire de Piré-sur-Seiche. Propriétaire agricole.                                                  |